# Camí de Rossor
El Camí de Rossor és un camí del terme municipal de Castell de Mur, Pallars Jussà, dins de l'antic terme de Guàrdia de Tremp.
Arrenca del Camí de Cellers, al sud-est de la partida de la Figuera de la Dona, des d'on arrenca cap a llevant, però fent diversos retombs, al cap d'una mica torç cap al sud, per entrar en la partida de Rossor, la travessa, i continua cap al sud i després cap al sud-est per tal d'anar a trobar el Camí de la Via.